# Dobble
Dobble je hra, ve které hráči musí najít společné symboly mezi dvěma kartami. Jednalo se o nejprodávanější hru Spojeného království v letech 2018 a 2019. 
Hra se v Evropě prodává jako Dobble, ve Spojených státech pod názvem Spot It!. Název je slovní hříčkou se slovem „double“. 

## Princip hry
Hra používá balíček 55 kulatých karet, na každé je vytištěno osm různých symbolů. Libovolné dvě karty vždy sdílejí právě jeden odpovídající symbol. Cílem hry je být prvním, kdo najde obrázek, který je na dvou daných kartách společný. 

## Vývoj hry
V roce 1976 vymyslel francouzský matematický nadšenec Jacques Cottereau hru, vycházející z Kirkmanovy úlohy o školačkách. Hra obsahovala 31 karet, kde se na každé nacházelo šest obrázků hmyzu s právě jednou shodou mezi každým párem karet. V roce 2008 se několik karet „hmyzí hry“ dostalo k novináři a hernímu designenovi Denisi Blanchotovi, který následně přišel s myšlenkou hry Dobble.
Hra Dobble byla poprvé vydána ve Francii v roce 2009, následně v roce 2011 pod hlavičkou společnosti Blue Orange Games ve Velké Británii a Severní Americe. V roce 2015 pak získala práva na Dobble a Spot It! francouzská společnost Asmodee. 

## Matematika

Při grafickém znázornění Fanovy roviny odpovídá jedné z přímek kružnice

Zvláštní způsob uspořádání symbolů na kartách Dobble lze pochopit pomocí projektivní geometrie. Pokud reprezentujeme každou kartu projektivní přímkou a každý symbol bodem, ve kterém se dvě přímky protínají, pak jsou vlastnosti Dobble následující: 
- každé dvě přímky se protínají právě v jednom bodě,
- každá dvojice bodů leží na právě jedné přímce.

Tato geometrická struktura je příkladem konečné projektivní roviny.
Pokud na každé přímce leží 3 body, struktura se nazývá Fanova rovina. Ta představuje jednodušší verzi hry Dobble se 7 různými symboly, 7 kartami a 3 symboly na každé kartě.
Obecně má konečná projektivní rovina s n + 1 body na každé přímce n2 + n + 1 bodů i přímek. 
Aby se jednalo o skutečnou hru Dobble, musí na každé přímce ležet 8 bodů. Výsledkem je struktura s 57 přímkami a 57 body (72 + 7 + 1 = 57).
Balíček karet Dobble obsahuje 57 symbolů, ale pouze 55 karet. Chybí tedy ještě 2 možné karty. 